# Valentin Poénaru
Valentin Alexandre Poénaru (né en 1932) est un mathématicien français d'origine roumaine, ancien professeur à l'université Paris-Orsay.

## Carrière
Orateur invité au Congrès international des mathématiciens à Stockholm en 1962, il ne retourne pas en Roumanie et vient passer une thèse d’État en France, Sur les variétés tridimensionnelles ayant le type d'homotopie de la sphère S3 (sous la direction de Charles Ehresmann). Il suit les cours d'Alexandre Grothendieck à l'Institut des hautes études scientifiques.
Après avoir travaillé sur l'analyse différentielle, notamment autour des travaux de Mather, il se spécialise dans la géométrie des variétés de basse dimension.